# Ил Рози (Фиренца)
Ил Рози је насеље у Италији у округу Фиренца, региону Тоскана.
Према процени из 2011. у насељу је живело 707 становника. Насеље се налази на надморској висини од 53 м.